# Pareuxoa lacustris
Pareuxoa lacustris är en fjärilsart som beskrevs av Köhler 1961. Pareuxoa lacustris ingår i släktet Pareuxoa och familjen nattflyn. Inga underarter finns listade i Catalogue of Life.